# 琴斯托霍瓦省
琴斯托霍瓦省（województwo częstochowskie）是波蘭歷史上的一個省，始於1975年。1999年1月1日被併入西里西亞省。
面積6,182平方公里。1998年人口779,00人。首府琴斯托霍瓦。